# (528219) 2008 KV42
(528219) 2008 KV42 ist ein Transneptunisches Objekt mit einer sehr ungewöhnlichen Bahn. Sein Orbit ist retrograd, etwa 103° gegenüber der Ekliptik geneigt.
Er war das erste Transneptunische Objekt mit einer retrograden Umlaufbahn, das entdeckt wurde, und gehört zur Gruppe der Zentauren. Sein inoffizieller Arbeitsname lautet „Drac“.